# Kajko i Kokosz (film)
Kajko i Kokosz – polski krótkometrażowy film animowany z 2005 roku. Scenariusz oparto na komiksie Janusza Christy Zamach na Milusia. Film zrealizowany w technologii 3D.

## Obsada dubbingu
- Maciej Stuhr – Kajko
- Cezary Żak – Kokosz
- Agnieszka Kunikowska – Żuczek Dyzio
- Brygida Turowska – Żuczek Basia / Żuczek Rysio
- Andrzej Olejnik – Kogut

## Ekipa
- Reżyseria: Daniel Zduńczyk, Marcin Męczkowski
- Scenariusz: Bartosz Wierzbięta, Janusz Sadza, Daniel Zduńczyk i Marcin Męczkowski
- Zdjęcia: Daniel Zduńczyk
- Muzyka: Ryszard Grabowski
- Montaż: Daniel Zduńczyk, Marcin Męczkowski
- Producent: Grzegorz Słoniewski, Michał Łasiewicki, Grzegorz Szlapa